# ستيفان الأول
ستيفان الأول هو بابا الكنيسة الكاثوليكية الثالث والعشرين وقديس وفق المعتقدات المسيحية، كان أسقف روما بين 12 مايو 254 حتى وفاته في 2 اغسطس 257، خلفًا للبابا لوكيوس الأول.
مع انو روماني المولد الا انه من اصول يونانية، أصبح أسقف روما في عام 254، بعد أن شغل منصب رئيس شمامسة من قبل البابا لوكيوس الأول، الذي عين أيضا ستيفان خلفا له.
بعد الاضطهادات التي قام بها الإمبراطور دايكون خلال السنوات 250 حتى 251، كان هناك خلاف حول كيفية التعامل مع هؤلاء الذين انكروا ايمانهم بسبب الاضطهادات، وجرى حث ستيفان بواسطة فاستينوس، أسقف ليون، لاتخاذ إجراءات ضد مارقيان، اسقف آرل، الذي اكمل التعامل مع من انكر ايمانه وتاب ولم يمنعهم من ممارسة الطقوس المسيحية مثل الافخارستيا.
عقد البابا ستيفان ان المتحولون الذين كانوا قد عمدوا من قبل جماعات منشقة لم يكونوا بحاجة إلى إعادة عماد، بينما سيبريان قرطاج وبعض الأساقفة المقاطعات الرومانية في أفريقيا فقد تبوا الرأي الذي يلزم إعادة العماد من اجل ممارسة الطقوس المسيحية وسر الافخارستيا. ورأي البابا ستيفان قد حاز في نهاية المطاف على قبول واسع.
وقد ذكر أيضا انه اصر على استعادة اساقفة ليون وأستورغا، الذي كان قد خلعوا خلال الاضطهاد بسبب خيانة ايمانهم ولكن بعد ذلك قد تابوا.
البابا ستيفان لم يكن شهيدا. في عام 258، بدأ الإمبراطور فاليريان باضطهاد المسيحيين، وستيفان كان جالسا على كرسيه البابوي ويحتفل في القداس خلال القداس دخل حرس الإمبراطور وقطعوا رأسه في 2 اغسطس 257. وحتى أواخر القرن 18، كان قد تم الحفاظ على الكرسي البابوي للبابا ستيفان الأول، وكان لا زال ملطخة بالدماء.
يحتفل في ذكرى البابا ستيفان الأول في الكنيسة الكاثوليكية الرومانية في 2 اغسطس.
البابا القديس ستيفان الأول هو راعي وشفيع مدينة هفار.